# Geelkinsaffraangors
De geelkinsaffraangors (Sicalis taczanowskii) is een zangvogel uit de familie Thraupidae (tangaren).

## Verspreiding en leefgebied
Deze soort komt voor in Ecuador en Peru.